# Brachymenium madagassum
Brachymenium madagassum är en bladmossart som beskrevs av Georg Ernst Ludwig Hampe 1874. Brachymenium madagassum ingår i släktet Brachymenium och familjen Bryaceae. Inga underarter finns listade i Catalogue of Life.